# Reakcja eliminacji Cope’a
Reakcja eliminacji Cope’a – reakcja eliminacji opracowana przez Arthura C. Cope’a, prowadząca do otrzymania alkenu oraz hydroksyaminy z odpowiedniego N-tlenku aminy.
Reakcja przebiega w dwóch etapach. W pierwszym etapie otrzymuje się N-tlenek aminy w wyniku utleniania aminy trzeciorzędowej (na przykład za pomocą mCPBA lub H
2O
2). W drugim etapie w wyniku ogrzewania N-tlenku aminy następuje reakcja eliminacji, prowadząca do otrzymania alkenu oraz hydroksyaminy.
Eliminacja Cope’a przebiega według mechanizmu eliminacji wewnątrzcząsteczkowej Ei (eliminacja syn).